# Martina Stella
Martina Stella (Florència, 28 de novembre de 1984) és una actriu italiana.

## Biografia
En 2001, va debutar amb èxit entre el públic i la crítica en L'últim petó, film dirigit per Gabriele Muccino.
Va seguir treballant en la pantalla gran amb "Nemmeno in un sogno", dirigida per Gianluca Greco, Un amor perfecte, dirigida per Valerio Andrei, i "Amnèsia", dirigida per Gabriele Salvatores.
En la temporada 2002-2003 va debutar en el teatre, interpretant el paper de Clementina en el musical dirigit per Pietro Garinei, Aggiungi un posto a tavola, amb Giulio Scarpati. Va tornar a treballar en el teatre en 2006 en "Romeo i Giulietta", però es va retirar després de poques funcions.
Més tard va actuar sobretot en diverses sèries de ficció per a la televisió com "Imperium: Augustus", "Li stagioni del cuore", "L'amore i la guerra", amb Daniele Liotti, i "La freccia nera", amb Riccardo Scamarcio.
Després del rodatge de la miniserie de Rai Un, "Li ragazze di Sant Frediano", va participar en el telefilm "Piper", dirigit per Carlo Vanzina, emès el 10 de maig de 2007, al Canal 5.
Va tornar al cinema amb la pel·lícula "K. Il bandito" (2007), dirigida per Martin Donovan, "Il mattino ha l'oro in bocca", dirigida per Francesco Patierno, i "Il seme della discòrdia", dirigida per Pappi Corsicato, les dues últimes de 2008.

## Trajectòria
Teatre
- Aggiungi un posto a tavola (2002)
- Romeo i Giulietta (2006)

Cinema
- L'últim petó (L'ultimo bacio) - Francesca (2001)
- Nemmeno in un sogno - Val (2002)
- Un amor perfecte (Un amore perfetto) - Laura (2002)
- Amnèsia - Luce (2002)
- Ocean's Twelve - Assistent de Nigel (2004)
- K. Il bandito - Clara (2007)
- Il mattino ha l'oro in bocca - Cristina (2008)
- Il seme della discòrdia - Nike (2008)
- Nine (2009)

Televisió
- Imperium: Augustus - Livia (2003)
- Li stagioni del cuore - Emma Valenti(2003)
- La freccia nera - Giovanna Bentivoglio di Fanes (2006)
- Li ragazze di Sant Frediano - Silvana Mochi (2006)
- L'amore e la guerra - Albertina Regis (2007)
- Piper - Milena (2007)
- Donne Assessine (2008)

Curtmetratges
- Il 2 novembre' (2002)

Videoclips
- L'ultimo bacio (2001)
- Imparando (2002)
- Eternal Woman (2008)